# Tarzan (fumetto)
Tarzan è stata una serie a fumetti pubblicata in Italia dall'Editrice Cenisio dal 1968 al 1980, affiancata da numerose serie parallele con storie del personaggio; fu la prima testata dedicata in Italia all'omonimo personaggio dopo oltre venti anni di assenza.

## Storia editoriale
La serie esordì nel 1968 e conteneva inizialmente storie a fumetti prodotte e pubblicate negli Stati Uniti d'America in formato comic book dalla Gold Key/Western Publishing. Si trattava di trasposizioni a fumetti dei romanzi di Burroughs realizzate da Gaylord DuBois e dai disegnatori Russ Manning, Alberto Giolitti, Doug Wildey, Paul Norris e Mike Royer alternate ad altre ispirate alla serie televisiva disegnate da Doug Wildey, Dan Spiegle e Alberto Giolitti; in appendice vi erano anche storie con il personaggio di Korak, figlio di Tarzan, disegnate da autori come Manning, Royer, Nat Edson, Richard Moore, Giolitti, Wildey, Warren Tufts e Dan Spiegle. Successivamente incominciò a essere pubblicata anche la serie a strisce giornaliere pubblicate negli USA dal 1936 al 1938 disegnate da William Juhré e quelle del periodo dal 1947 al 1950 disegnate da Burne Hogarth,  Dan e Sy Barry, John Lehti e Paul Reinman e altre realizzate da autori come Bob Lubbers, John Celardo e Russ Manning, tratte da pubblicazioni britanniche. Si aggiunsero poi anche storie di produzione svedese disegnate da autori spagnoli, italiani e sudamericani.
Nel 1974 la serie venne rinnovata, venne aumentato il formato e ripresa da capo la numerazione; pubblicò inizialmente le strisce quotidiane realizzate da John Celardo oltre ad altre del periodo dal 1939 al 1940 realizzate da Rex Maxon oltre alle tavole domenicali realizzate da Bob Lubbers e da Celardo; presto vennero inserite anche le storie tratte dai comic books edite negli USA dalla DC Comics e realizzate da Joe Kubert e da altri autori come Franc Reyes, Rudy Florese, José Luis Garcia-Lopez. In appendice presentava anche altre serie come  John Carter,  Carson of Venus e  Pellucidar oltre a storie di produzione svedese come nella precedente edizione e quelle prodotte negli USA per il mercato europeo. Nell'ultimo periodo, dal 1979 alla chiusura nel 1980, presentò prevalentemente storie di produzione svedese della casa editrice Atlantic.
In parallelo a questa serie, l'editore pubblico anche Tarzan Gigante, una serie a periodicità semestrale o trimestrale dedicata inizialmente storie del personaggio prodotte in Italia da autori come Guido Zamperoni, Lino Jeva e Ferdinando Fusco, e in Svezia, oltre a storie del personaggio di Korak. Successivamente presentò storie di produzione americana tratte dai comic book della DC Comics e realizzate da Joe Kubert, Frank Reyes, Frank Thorne, Murphy Anderson, Alex Niño e Rudy Florese; dal 1973 presentò anche le tavole domenicali realizzate da Burne Hogarth dal 1940 al 1944 e da Bob Lubbers nel 1953.
Negli anni settanta vennero pubblicate anche altre serie dedicate al personaggio come Tarzan Special, Tarzan Extra, Super Tarzan, Tarzan Selezione che presentavano comunque materiale inedito.